# 894

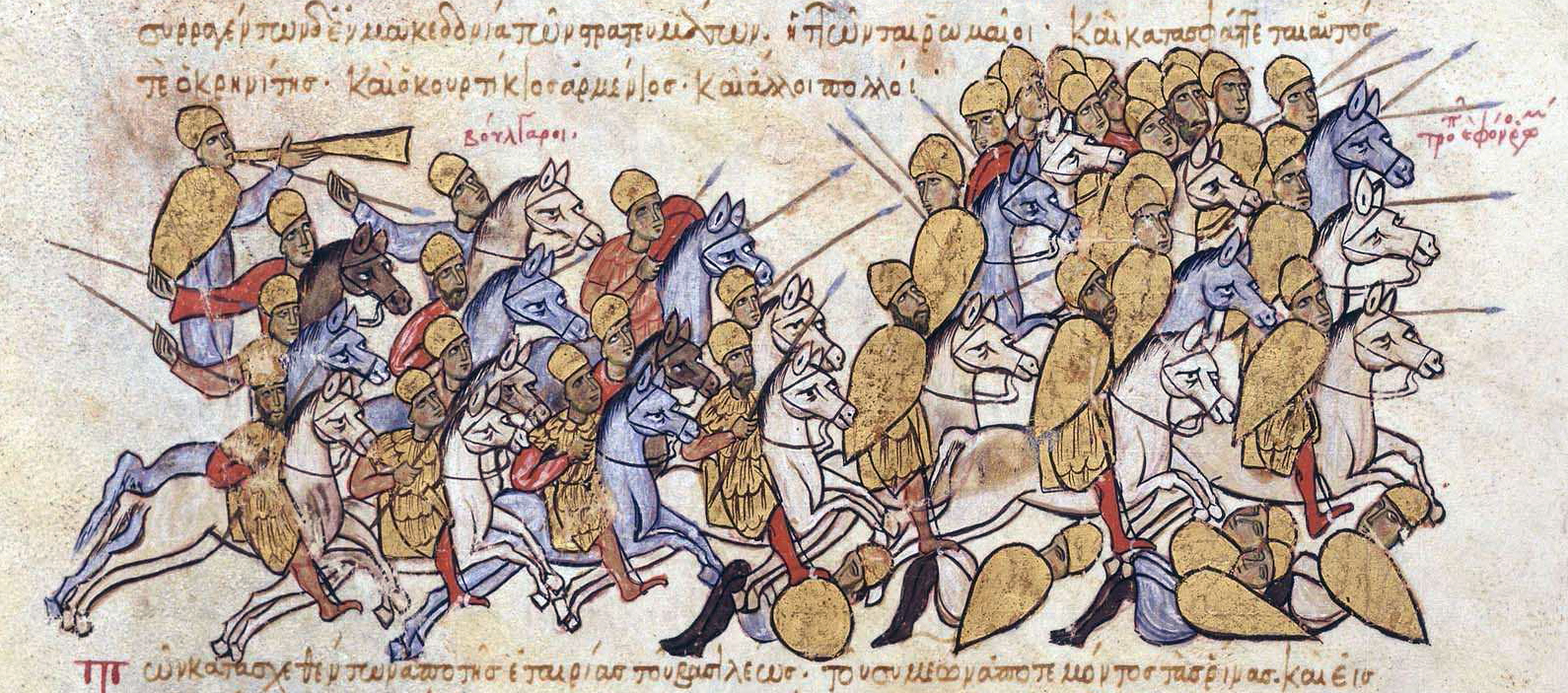
Simeon I valt het Byzantijnse Rijk binnen.

Het jaar 894 is het 94e jaar in de 9e eeuw volgens de christelijke jaartelling.

## Gebeurtenissen

### Byzantijnse Rijk
- Herfst - Keizer Leo VI ("de Wijze") beperkt het handelsmonopolie van de Bulgaren. Hij verplaatst de centrale markt van Constantinopel naar Thessaloniki en verhoogt de heffingen. Simeon I, heerser (khan) van Bulgarije, voert tevergeefs onderhandelingen en valt het Byzantijnse Rijk binnen. De Byzantijnen roepen de hulp in van de Magyaren, die een plundertocht voeren in het noorden van Bulgarije.

### Europa
- Voorjaar - Koning Arnulf van Karinthië valt (voor een tweede maal) met een Oost-Frankisch expeditieleger Italië binnen. Hij verovert samen met koning Berengarius I het gebied tot aan de Po. De stad Bergamo wordt na een korte belegering ingenomen, Milaan en Brescia worden bezet. Keizer Guido III ontvlucht de Lombardische hoofdstad Pavia en houdt zich schuil in de bergen bij Spoleto (Umbrië).
- Arnulf van Karinthië voert zijn veldtocht tot aan Piacenza en maakt plannen om Midden-Italië binnen te vallen. Hij breekt echter zijn campagne af en keert met zijn expeditieleger terug naar Pavia. Arnulf roept zichzelf uit tot koning van Italië en installeert Berengarius I als medekoning in Friuli.
- Arnulf van Karinthië keert terug naar Duitsland en trekt met zijn expeditieleger over de Alpen. Bourgondische troepen onder bevel van Rudolf I achtervolgen Arnulf, die lijdt zware verliezen door gevechten in het Aostadal. Guido III verjaagt Berengarius I en claimt opnieuw de IJzeren Kroon.
- 12 december - Guido III overlijdt na een regeerperiode van 4 jaar en wordt opgevolgd door zijn zoon Lambert als koning en keizer van Italië.

### Japan
- Keizer Uda geeft opdracht om (volgens traditie) te stoppen met het sturen van Japanse diplomatieke missies naar China.

## Geboren
- Æthelstan, koning van Engeland (of 893)
- Flodoard, Frankisch kroniekschrijver (overleden 966)

## Overleden
- 12 december - Guido III, koning en keizer van Italië
- Svatopluk I ("de Grote"), heerser (knjaz) van Groot-Moravië